# Julia Michalska
Julia Ludwika Michalska-Płotkowiak (Kozienice, 21 luglio 1985) è una canottiera polacca.

## Palmarès

### Olimpiadi
- 1 medaglia:
  - 1 bronzo (Londra 2012 nel due di coppia)

### Mondiali
- 2 medaglie:
  - 1 oro (Poznań 2009 nel due di coppia)
  - 1 bronzo (Karapiro 2010 nel due di coppia)

### Europei
- 1 medaglia:
  - 1 argento (Montemor-o-Velho 2010 nel due di coppia)